# Papierwerd

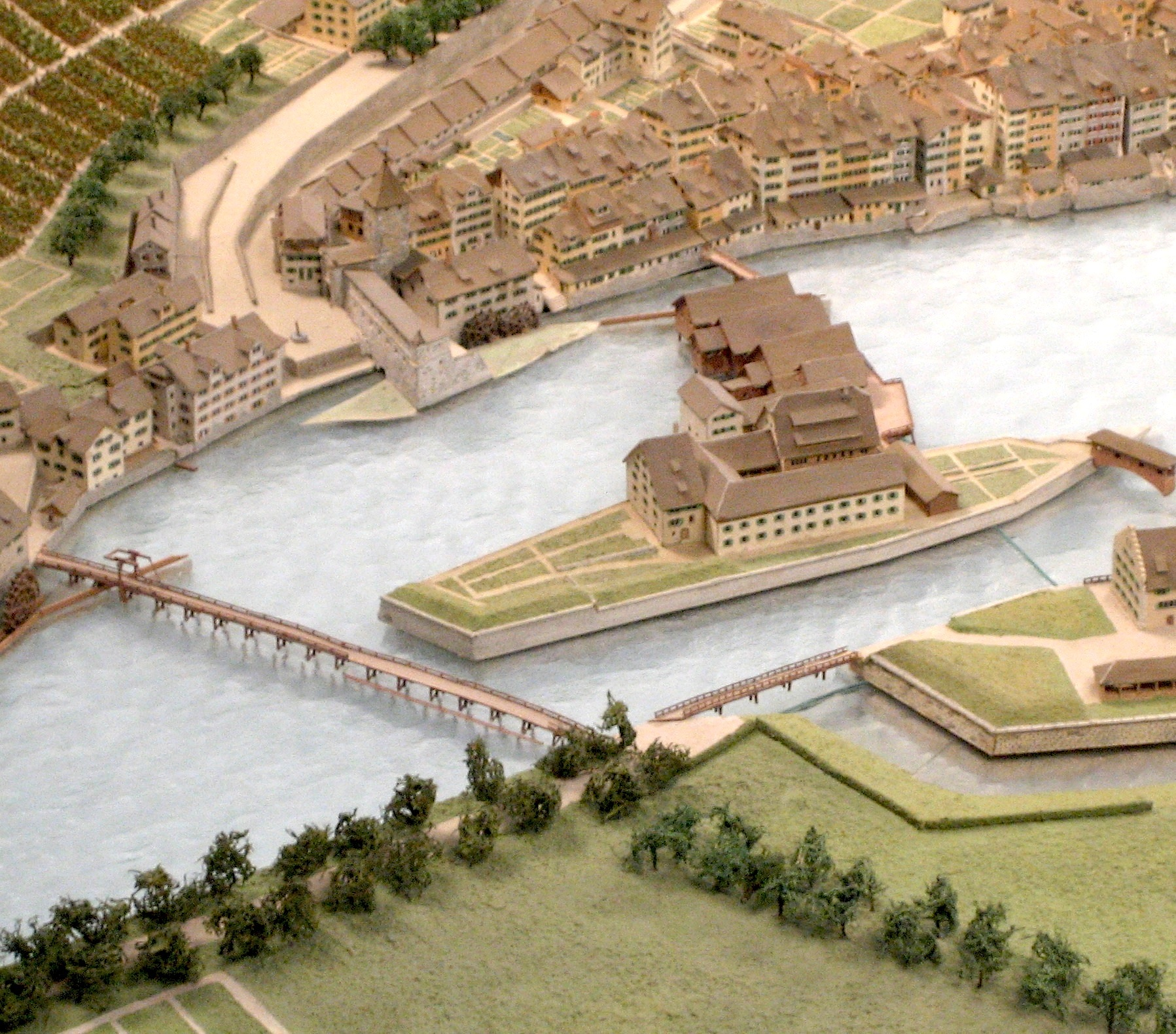
L'île de Papierwed 1792 sur la maquette de Zurich par Hans Langmack

Papierwerd était jusqu'en 1950 une île sur la Limmat dans la ville de Zurich.

## Étymologie
Le terme Werd remonte au vieux mot haut allemand werid ou au moyen haut allemand wer, il signifie île, île fluviale; Plaine entre rivières et lacs ,. Le terme Papierwerd fait quant à lui référence à la papeterie zurichoise qui a existé sur l'île pendant des siècles.

## Histoire
Une passerellel le Werdsteg, est mentionnée pour la première fois dans un document datant du 13 mai 1320. Il s'agit d'un petit pont-moulin qui relie la rive droite de la Limmat aux cinq anciens moulins situés sur l'île fluviale. En 1576, le plan de Jos Murer montre qu'on y trouvait des moulins à poudre et à papier.
Au milieu du XVIe siècle Christoph Froschauer détient le bail de la papeterie municipale située sur la Papierwerd. Lors de la construction des fortifications de la ville de Zurich, entre 1642 et le milieu du 18e, l'île de Papierwerd est intégrée aux dispositif et fait partie du fossé de Schanzengraben.

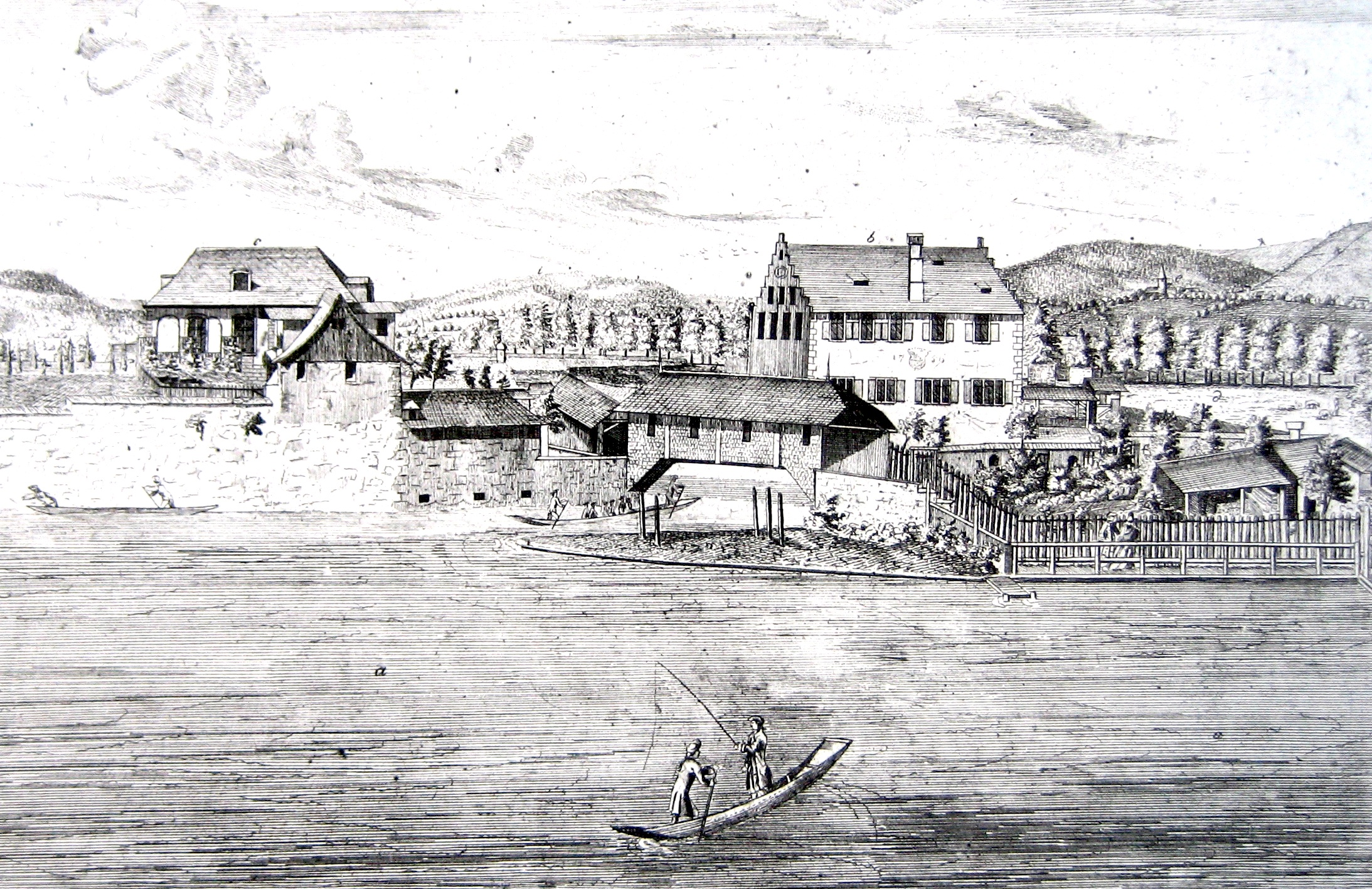
Papierwerd et le petit pont couvert vers 1780

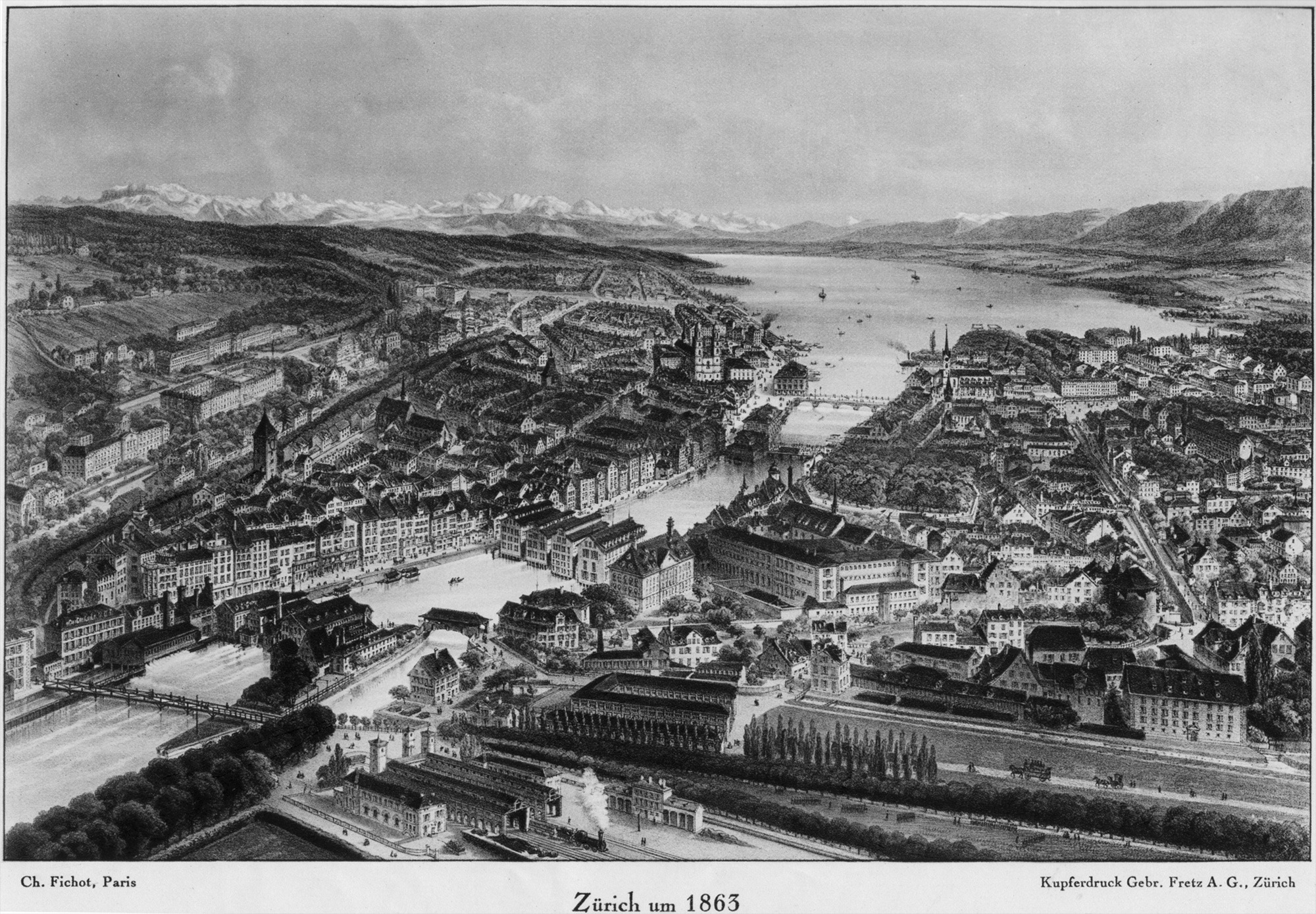
Vue de Zurich vers 1863 sur une gravure de Charles Fichot. L'île Papierwerd est situé directement derrière la gare. Elle est reconnaissable grâce au pont couvert incurvé.

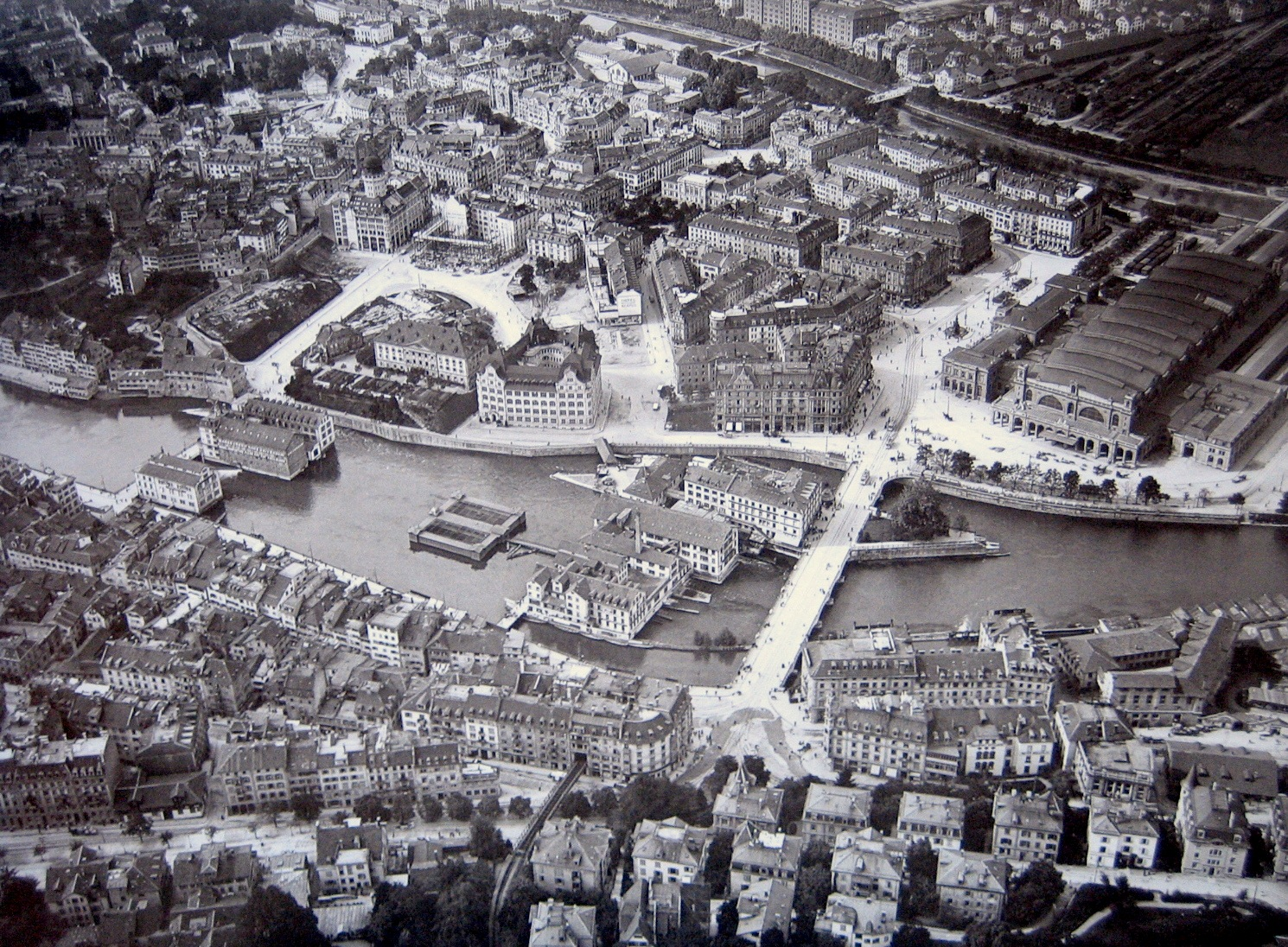
Région de la Limmat entre Urania, ,a gare et la place Central vers 1910. Au milieu de l'image sont clairement visibles le Grand Magasin Globusl le pont de la gare à cheval sur Papierwerd. En dessous d'eux, en direction de la place Central les moulins des Mühlesteges inférieurs. Prises de vue réalisées depuis un Ballon par Eduard Spelterini.

La reconstruction du pont de la gare dans les années 1950. Le nouveau pont entre Werdinsel et Central est terminé. Le bras de la Limmat à gauche du Werdinsel est remplacé par le passage souterrain pour véhicules à moteur. Les arches du vieux pont sont encore visibles.

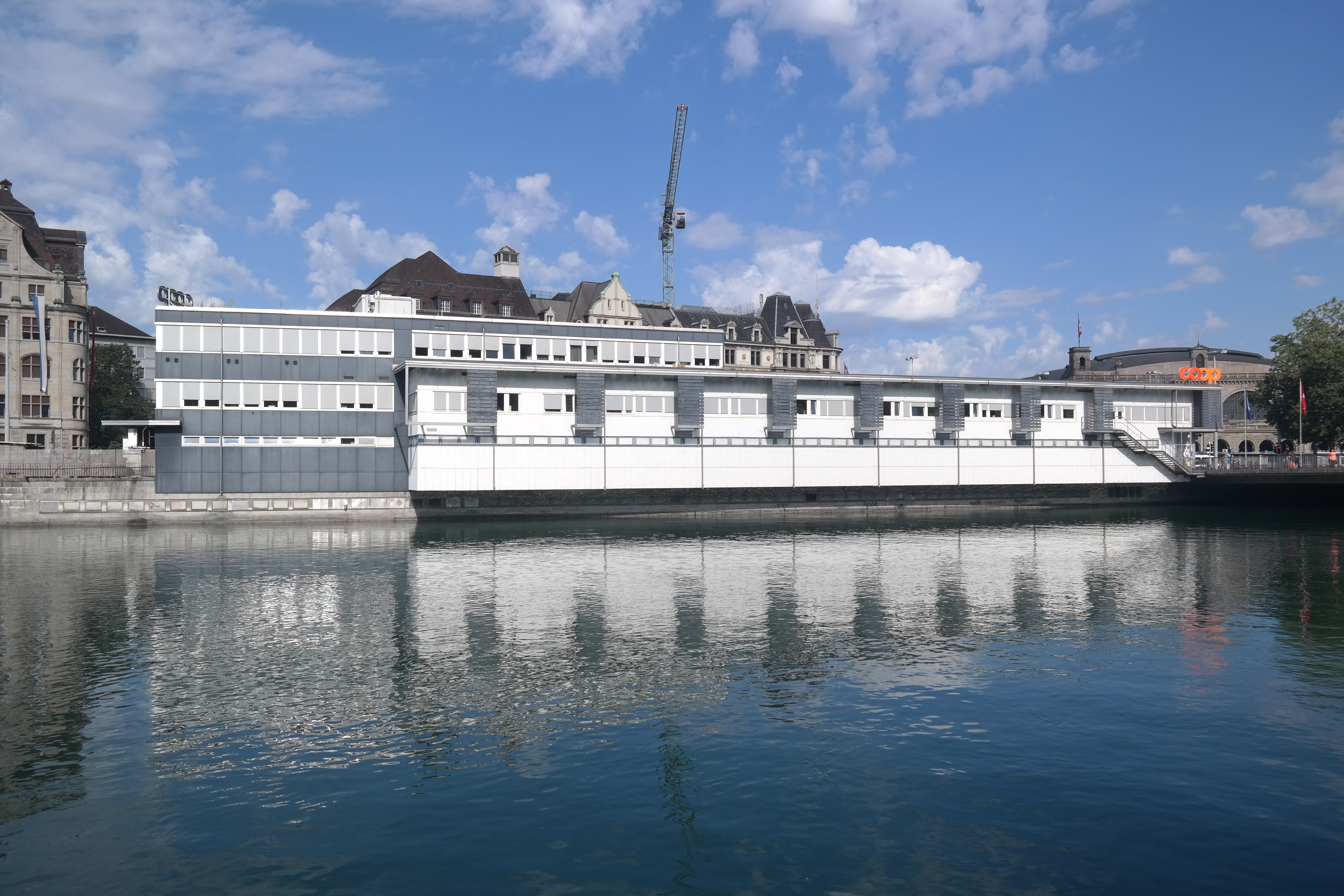
L'ancien magasin provisoire Coop vu depuis le Mühlesteg, le bâtiment de la brasserie DuPont est visible sur le bord gauche de l'image.

Le 29 août 1865, la Aktiengesellschaft der Chemischen Papierfabrik an der Sihl s'engage contractuellement envers la commune de Zurich« à céder le terrain de jardin appelé Papierwerd afin qu'une promenade publique puisse y être construite. Aucun immeuble de grande hauteur ne doit être érigé sur ce site ».
En 1882, Josef Weber construit sur l'île le Bazar ohne Grenzen (Bazar sans frontières), qui deviendra plus tard le grand magasin Globus.
Le 12 septembre 1948, les électeurs de la ville valident le crédit pour le réaménagement des places Bahnhofplatz, Bahnhofbrücke et Leonhardplatz. Cet ensemble formera la place Central. La votation du prêt de 10,65 millions de Francs est gagné avec une majorité de 68 %.
En 1950, le grand magasin et le Brüggli, pont couvert, situés près du restaurant "Dupont" sont démolis. Le bras asséché de la Limmat est transformé en passage souterrain ; le Papierwerd n'est plus une île. Ces travaux sont une étape préparatoire  à la construction du nouveau pont de la gare de Zurich.
En 1951, un nouveau projet de construction du grand magasin Globus utilisant l'espace libre gagné sur le bras asséché de la Limmat est rejeté par un référendum. A la place, une solution temporaire est construite pour permettre néanmoins au grand magasin d'ouvrir sur l'emplacement de l'île.
À l'automne 1967, Globus quitte le bâtiment provisoire sur le Papierwerd. L'idée d'un centre de jeunesse sur le Bahnhofbrücke, qui existait depuis les années 1950, refait surface. Lors d'une séance plénière le week-end du 14 et 15 juin 1968, le Syndicat progressiste des travailleurs et des étudiants (FASS) exige que la ville libère la propriété vacante du magasin provisoire Globus ou un bâtiment comparable d'ici au 1er juillet et le mette à disposition d'une centre des jeunes. Peu avant, le 13 juin, le conseil municipal avait annoncé que le bâtiment provisoire Globus serait loué à l'EPFZ et à la Coop. Le conseil municipal ne voulant pas revenir sur sa décision, un une manifestation à lieu le 29 juin, qui conduit aux émeutes de Globus, le point culminant des événements de 1968 à Zurich.
Directement en aval du Papierwerd, la connexion a été fermée en 1982 avec le nouveau Mühlesteg, qui avait disparu depuis que le Mühlesteg supérieur (1943) et inférieur (1949) ont été démolis dans le même contexte ("Limmat libre")  , .

## Projets
D'innombrables projets d'utilisation, de transformation et de réutilisation de la Papierwerd ont été lancés au cours du vingtième siècle.
- En 1915/1918, au nom de la ville et du canton, Bischoff et Weideli ont conçu un "pont de maison" entre le pont de la gare et un nouveau Beatenbrücke, à peu près à l'emplacement de l'actuel Mühlesteg[6].
- Le maître d'œuvre de la ville Friedrich Wilhelm Fissler et le Prof. R. Rittmeyer reprend indépendamment cette idée dans les années 1943/45. Fissler a exprimé l'opinion dans le Schweizer Baublatt que l'image spatiale pourrait être préservée avec un bâtiment transversal comme nouveau bâtiment pour le Globus[6].
- D'autres projets viennent de Dolf Schnebli, Ralph Baenziger, Claudia Bersin, Esther et Rudolf Guyer (tous de 1979)[6]. Deux propositions d'utilisation plus récentes, par exemple par l'ETH Zurich, sont les idées de projet Art & Shopping Papierwerd-Areal et Pairi-daeza : porte, portail, seuil.

Aucun projet  n'a été mis en œuvre et la solution provisoire construite pour le magasin Globus est toujours en place.
Le 16 janvier 2008 une motion du conseil municipal ( législatif ) de la ville de Zurich au demande au conseil municipal ( exécutif ) de mettre en œuvre un processus pour l'évaluation d'une nouvelle utilisation de l'espace de PapierWerd.
La motion a été rejetée par le conseil municipal.
En 2022, le conseil municipal a mené une enquête en ligne pour explorer l'utilisation future du site.